# Bing Maps
Bản đồ Bing (trước đây là Bản đồ tìm kiếm trực tiếp, Windows Live Maps, Windows Live Local và MSN Virtual Earth) là một dịch vụ lập bản đồ web được cung cấp như một phần của bộ công cụ tìm kiếm Bing của Microsoft và được cung cấp thông qua phần mềm Bing Maps for Enterprise.

## Lịch sử
Bản đồ Bing ban đầu được ra mắt dưới dạng MSN Virtual Earth, được phát hành để thử nghiệm beta vào ngày 24 tháng 7 năm 2005. Đó là sự tiếp nối của các công nghệ trước đây của Microsoft như Microsoft MapPoint và TerraServer. Tính năng nổi bật ban đầu của nó là hình ảnh trên không. Phiên bản gốc thiếu nhiều tính năng nổi bật của nó, bao gồm chế độ xem mắt và bản đồ 3D của chim, và chức năng Bộ sưu tập bị giới hạn ở một "Scratchpad" các điểm ưa thích.
Vào tháng 12 năm 2005, Virtual Earth đã được thay thế bằng Windows Live Local, bao gồm các cải tiến, công nghệ từ Pictometry International và được tích hợp với chỉ mục Tìm kiếm địa phương trên Windows Live Search. Vào ngày 6 tháng 11 năm 2006, Microsoft đã thêm khả năng xem bản đồ ở chế độ 3D bằng cách sử dụng a. NET quản lý điều khiển và giao diện được quản lý cho Direct3D. Microsoft sau đó gọi chính thức sản phẩm này là " Bản đồ tìm kiếm trực tiếp ", tích hợp nó như một phần của dịch vụ Live Search.
Vào ngày 3 tháng 6 năm 2009, Microsoft đã chính thức đổi thương hiệu Bản đồ tìm kiếm trực tiếp dưới dạng Bing Maps và nền tảng Trái Đất ảo là Bing Maps for Enterprise.
Năm 2010, Microsoft đã thêm một lớp OpenStreetMap vào Bing Maps. Từ năm 2012, Nokia (trước đây là Navteq) đã hỗ trợ nhiều khía cạnh của Bing Maps như một phần mở rộng cho mối quan hệ đối tác Windows Phone 7 với Microsoft, bao gồm dữ liệu bản đồ, mã hóa địa lý, dữ liệu giao thông và điều hướng. Kể từ năm 2018, Here (trước đây là Nokia) tiếp tục cung cấp dữ liệu đường phố cho Bing Maps.